# Onhaye
Onhaye è un comune belga di 3 124 abitanti situato nella provincia vallona di Namur.